# Aria Wallace
Aria Summer Wallace (Atlanta, 3 novembre 1996) è un'attrice, musicista e cantautrice statunitense.

## Filmografia parziale
- Streghe (Charmed) - serie televisiva (1 episodio, 2003)
- Desperate Housewives - serie televisiva (1 episodio, 2005)
- The Perfect Man - serie televisiva (2005)